# Solanum murphyi
Solanum murphyi là loài thực vật có hoa trong họ Cà. Loài này được I.M. Johnst. miêu tả khoa học đầu tiên năm 1931.